# X-Man (chanteur)
 (janvier 2015).
X-Man, de son vrai nom Edmond-Mariette Xavier, né le 9 novembre 1984 à Fort-de-France en Martinique, est un chanteur de dancehall français.

## Biographie

### Enfance
X-Man est né à Fort-de-France de parents martiniquais. Issu d’une famille monoparentale, de deux enfants, il a grandi dans les quartiers de Trénelle et Terres-sainville. Il décide alors de mettre en musique les difficultés qu'il rencontre dans le milieu dans lequel il vit[réf. souhaitée].

### Débuts
Il commence dans divers sound system, ainsi que dans différentes fêtes patronales de l’île de la Martinique[source insuffisante].

#### Milieu underground (2003-2010)
En 2003, il débute sa vraie carrière musicale au sein du groupe RFX avec Rott Mc et Fodel. Son groupe se trouve dans la compilation de DJ Halan Dancehall Clash 2 avec un premier titre intitulé TNT produit par DJ Flexx, puis sur Génération Dancehall de Westindian Records, avec le son Madinina[réf. nécessaire]. En 2004, il se sépare du groupe et se lance dans sa carrière solo. En juillet 2004, il sort son premier clip, Soundboy, en featuring avec Simsima.
En 2006, il commence à se faire connaître grâce à son premier tube public, Le P'tit Jeu, qui fut réclamé par beaucoup de chaînes TV[réf. nécessaire].

### Atypique (2011-2014)
Son premier album Atypique sort le 25 avril 2011. Il contient les gros singles Coup de foudre, Soirée arrosée, Abondamment, Pa fè yo sa X et Madinina Kuduro, puis des featurings avec Admiral T, Teeyah, et le chanteur jamaïcain Elegant. L'album Atypique a été classé 187e dans les charts du Top Album France,.

### Saturday Night #STDN (2014-2016)
En 2014, il signe avec Step Out et sort son deuxième album Saturday Night. En novembre 2014, X-Man sort un clip de son single intitulé Fake Friend. L'artiste sort le clip de son single An Kou Tombé en décembre 2014, avec la participation du comédien Jean-Yves Rupert. Cet album Saturday Night est positionné 149e dans les charts du Top Album France.
Le 6 mai 2015, il quitte Step Out et lance son propre label Tônôp Music qui amène à la réalisation de son clip et single Soumission.

### Di Baddest Mixtape (2016)
X-Man sort une nouvelle mixtape intitulée Di Baddest Mixtape le 13 février 2016, composée de 12 sons dancehall, trap et rap.

## Faits divers
X-Man a été cambriolé lors d'une soirée parisienne du 31 octobre au 1er novembre 2016 alors qu'il sortait de son appartement après un concert à Paris.

## Discographie

### Mixtapes
- 2009 : Two Verses

### Singles
- 2006 - Le P'tit Jeu
- 2010 - Soirée arrosée
- 2010 - Coup de foudre
- 2010 - Sophie
- 2010 - Madinina Kuduro
- 2011 - Abondamment
- 2012 - Si I Sav Sa
- 2012 - Bécane sans freins
- 2013 - An Nou Ay (feat. Stony)
- 2014 - Dans Les Étoiles
- 2014 - Fake Friend
- 2014 - An Kou Tombé
- 2015 - Pété Tèt
- 2015 - Soumission
- 2015 - Anlè Son-Tala
- 2015 - Médias
- 2015 - Validé (feat. Carimi)
- 2016 - Ba mwen dancehall (feat. Paille)
- 2016 - Enemies (feat. Original Pirates)
- 2016 - I Kay Sal (feat. VJ Lou)
- 2016 - Pran distans
- 2017 - Kon avan
- 2017 - Dancehall Party (feat. Chinee Queen)
- 2017 - Rien à prouver
- 2018 - Don't Panic
- 2018 - Toda la noche
- 2019 - Light up (feat. Blaiz Fayah)
- 2020 - Lajan
- 2021 - L O V E (feat. Matieu White)
- 2022 - Miss & Mr (feat. Jahlys)
- 2023 - Kosto

### Collaborations
- 2020 : Highpass feat Dasinga